# Az Asterix epizódjainak listája
Ez a szócikk az Asterix című francia képregénysorozat epizódjainak listáját tartalmazza. Az első epizód 1961-ben jelent meg, szerzője René Goscinny, rajzolója Albert Uderzo volt. Goscinny 1977-es halála után Uderzo egyedül írta és rajzolta a történeteket. 2013 óta új írója és rajzolója van a sorozatnak: Jean-Yves Ferri és Didier Conrad.

## Epizódok
| Rész sorszáma | Megjelenés éve | Eredeti cím                                        | Magyar cím                      | Író                          | Rajzoló       | Első magyar fordítás               | Helyszín                     |
| ------------- | -------------- | -------------------------------------------------- | ------------------------------- | ---------------------------- | ------------- | ---------------------------------- | ---------------------------- |
| 1             | 1961           | Astérix le Gaulois                                 | Asterix, a gall                 | René Goscinny                | Albert Uderzo | 1975, Asterix szórakoztató füzetek | A gall falu és a római tábor |
| 2             | 1962           | La Serpe d'or                                      | Az aranysarló                   | René Goscinny                | Albert Uderzo | 1976, Asterix szórakoztató füzetek | Lutetia (Párizs)             |
| 3             | 1963           | Astérix et les Goths                               | Asterix és a gótok              | René Goscinny                | Albert Uderzo | 1976, Asterix szórakoztató füzetek | Germánia                     |
| 4             | 1964           | Astérix gladiateur                                 | Asterix, a gladiátor            | René Goscinny                | Albert Uderzo | 1977, Asterix szórakoztató füzetek | Róma                         |
| 5             | 1965           | Le Tour de Gaule d'Astérix                         | Asterix galliai körutazása      | René Goscinny                | Albert Uderzo | 1977, Asterix szórakoztató füzetek | Gall városok                 |
| 6             | 1965           | Astérix et Cléopâtre                               | Asterix és Kleopátra            | René Goscinny                | Albert Uderzo | 1978, Asterix szórakoztató füzetek | Egyiptom                     |
| 7             | 1966           | Le combat des chefs                                | A főnökviadal                   | René Goscinny                | Albert Uderzo | 1978, Asterix szórakoztató füzetek | A gall falu                  |
| 8             | 1966           | Astérix chez les Bretons                           | Asterix Britanniában            | René Goscinny                | Albert Uderzo | 1979, Asterix szórakoztató füzetek | Nagy-Britannia               |
| 9             | 1966           | Astérix et les Normands                            | Asterix és a normannok          | René Goscinny                | Albert Uderzo | 1981, Asterix szórakoztató füzetek | A gall falu                  |
| 10            | 1967           | Astérix légionnaire                                | Asterix a római légióban        | René Goscinny                | Albert Uderzo | 1979, Asterix szórakoztató füzetek | Afrika                       |
| 11            | 1968           | Le bouclier Arverne                                | Asterix és a hősök pajzsa       | René Goscinny                | Albert Uderzo | 1982, Asterix szórakoztató füzetek | Dél-franciaországi városok   |
| 12            | 1968           | Astérix aux Jeux Olympiques                        | Asterix az olimpián             | René Goscinny                | Albert Uderzo | 1980, Asterix szórakoztató füzetek | Görögország                  |
| 13            | 1969           | Astérix et le chaudron                             | Asterix és a rézkondér          | René Goscinny                | Albert Uderzo | 1982, Asterix szórakoztató füzetek | Condatum (Rennes)            |
| 14            | 1969           | Astérix en Hispanie                                | Asterix Hispániában             | René Goscinny                | Albert Uderzo | 1980, Asterix szórakoztató füzetek | Spanyolország                |
| 15            | 1970           | La Zizanie                                         | A perpatvar                     | René Goscinny                | Albert Uderzo | 1986, Asterix szórakoztató füzetek | A gall falu                  |
| 16            | 1970           | Astérix chez les Helvètes                          | Asterix a helvéteknél           | René Goscinny                | Albert Uderzo | 1984, Asterix szórakoztató füzetek | Helvétia (Svájc)             |
| 17            | 1971           | Le Domaine des dieux                               | Az istenek otthona              | René Goscinny                | Albert Uderzo | 1985, Asterix szórakoztató füzetek | A gall falu                  |
| 18            | 1972           | Les Lauriers de César                              | Caesar babérkoszorúja           | René Goscinny                | Albert Uderzo | 1986, Asterix szórakoztató füzetek | Róma                         |
| 19            | 1972           | Le Devin                                           | A látnok                        | René Goscinny                | Albert Uderzo | 1984, Asterix szórakoztató füzetek | A gall falu                  |
| 20            | 1973           | Astérix en Corse                                   | Asterix Korzikán                | René Goscinny                | Albert Uderzo | 1988, Asterix szórakoztató füzetek | Korzika                      |
| 21            | 1974           | Le Cadeau de César                                 | Caesar ajándéka                 | René Goscinny                | Albert Uderzo | 1987, Asterix szórakoztató füzetek | A gall falu                  |
| 22            | 1975           | La Grande traversée                                | A nagy átkelés                  | René Goscinny                | Albert Uderzo | 1986, IPM Junior Alfa              | Észak-Amerika és Dánia       |
| 23            | 1976           | Obélix et Compagnie                                | Obelix és társa                 | René Goscinny                | Albert Uderzo | 1983, Asterix szórakoztató füzetek | A gall falu                  |
| 24            | 1979           | Astérix chez les Belges                            | Asterix és a belgák             | René Goscinny                | Albert Uderzo | 1985, Asterix szórakoztató füzetek | Belgium                      |
| 25            | 1980           | Le Grand fossé                                     | A megosztott falu               | Albert Uderzo                | Albert Uderzo | 1981, Asterix szórakoztató füzetek | Egy másik gall falu          |
| 26            | 1981           | L'Odyssée d'Astérix                                | Asterix Odüsszeiája             | Albert Uderzo                | Albert Uderzo | 1983, Asterix szórakoztató füzetek | Közel-Kelet                  |
| 27            | 1983           | Le Fils d'Astérix                                  | Asterix fia                     | Albert Uderzo                | Albert Uderzo | 2019, Móra Könyvkiadó              | A gall falu                  |
| 28            | 1987           | Astérix chez Rahazade                              | Asterix és a varázsszőnyeg      | Albert Uderzo                | Albert Uderzo | 2019, Móra Könyvkiadó              | India                        |
| 29            | 1991           | La Rose et le glaive                               | Rózsa és kard                   | Albert Uderzo                | Albert Uderzo | 2020, Móra Könyvkiadó              | A gall falu                  |
| 30            | 1996           | La Galère d'Obélix                                 | Obelix gályázik                 | Albert Uderzo                | Albert Uderzo | 2020, Móra Könyvkiadó              | Atlantisz                    |
| 31            | 2001           | Astérix et Latraviata                              | Asterix és Latraviata           | Albert Uderzo                | Albert Uderzo | 2021, Móra Könyvkiadó              | A gall falu                  |
| 32            | 2003           | Astérix et la rentrée gauloise                     | Vissza az iskolába              | René Goscinny, Albert Uderzo | Albert Uderzo | 2021, Móra Könyvkiadó              | Váltakozó helyszínek         |
| 33            | 2005           | Le ciel lui tombe sur la tête                      | Fejére szakad az ég             | Albert Uderzo                | Albert Uderzo | 2022, Móra Könyvkiadó              | A gall falu                  |
| 34            | 2009           | L'Anniversaire d'Astérix et Obélix – le Livre d'Or | Asterix és Obelix születésnapja | René Goscinny, Albert Uderzo | Albert Uderzo | 2022, Móra Könyvkiadó              | Váltakozó helyszínek         |
| 35            | 2013           | Astérix chez les Pictes                            | Asterix és a piktek             | Jean-Yves Ferri              | Didier Conrad | 2013, Móra Könyvkiadó              | Skócia                       |
| 36            | 2015           | Le Papyrus de César                                | Az eltűnt papirusz              | Jean-Yves Ferri              | Didier Conrad | 2017, Móra Könyvkiadó              | A gall falu                  |
| 37            | 2017           | Astérix et la Transitalique                        | Asterix és az itáliai futam     | Jean-Yves Ferri              | Didier Conrad | 2018, Móra Könyvkiadó              | Appenini-félsziget           |
| 38            | 2019           | La Fille De Vercingétorix                          | Vercingetorix lánya             | Jean-Yves Ferri              | Didier Conrad | 2023, Móra Könyvkiadó              | A gall falu                  |
| 39            | 2021           | Asterix et le Griffon                              | Asterix és a Griff              | Jean-Yves Ferri              | Didier Conrad | 2024, Móra Könyvkiadó              | Barbaricum                   |
| 40            | 2023           | L'Iris blanc                                       |                                 | Fabcaro                      | Didier Conrad |                                    | A gall falu, Lutetia         |

## Magyar kiadások
|               | Eredeti megjelenés                                 | Eredeti megjelenés | Asterix szórakoztató füzetek (1975-1988) Fordító: Kopeczky László (1-5., 8-9., 11-21., 23-26.), Kopeczky Csaba (6.), Domonkos István (7.), Romhányi József (10.) | Asterix szórakoztató füzetek (1975-1988) Fordító: Kopeczky László (1-5., 8-9., 11-21., 23-26.), Kopeczky Csaba (6.), Domonkos István (7.), Romhányi József (10.) | IPM Junior Alfa (folytatásokban) (1979-1990) Fordító: Timár György | IPM Junior Alfa (folytatásokban) (1979-1990) Fordító: Timár György | Egmont Kiadó (1989-2000) Fordító: Bíró János (1-2., 4., 6-7.), Timár György (8.),Gellért Péter (10., 13., 15., 19., 21.) | Egmont Kiadó (1989-2000) Fordító: Bíró János (1-2., 4., 6-7.), Timár György (8.),Gellért Péter (10., 13., 15., 19., 21.) | Egmont Kiadó (2010-2014), Móra Könyvkiadó (2014-) Fordító: Bayer Antal | Egmont Kiadó (2010-2014), Móra Könyvkiadó (2014-) Fordító: Bayer Antal |
| Rész sorszáma | Cím                                                | Év                 | Cím | Év | Cím                                                                | Év                                                                 | Cím | Év | Cím                                                                    | Év                                                                     |
| ------------- | -------------------------------------------------- | ------------------ | --- | --- | ------------------------------------------------------------------ | ------------------------------------------------------------------ | --- | --- | ---------------------------------------------------------------------- | ---------------------------------------------------------------------- |
| 1             | Astérix le Gaulois                                 | 1961               | Asterix a gall hős | 1975 | Asterix a gall harcos                                              | 1979-1980                                                          | Asterix a gall | 1989 | Asterix, a gall                                                        | 2010                                                                   |
| 2             | La Serpe d'or                                      | 1962               | Asterix-Az arany kacor | 1976 | Asterix és az aranysarló                                           | 1987                                                               | Asterix és az aranysarló                                                                                                 | 1991 | Az aranysarló                                                          | 2010                                                                   |
| 3             | Astérix et les Goths                               | 1963               | Asterix-Bűvölix elrablása | 1976 | -                                                                  | -                                                                  | - | - | Asterix és a gótok                                                     | 2010                                                                   |
| 4             | Astérix gladiateur                                 | 1964               | Asterix a gladiátor | 1977 | Asterix a gladiátor                                                | 1981                                                               | Asterix a gladiátor | 1990 | Asterix, a gladiátor                                                   | 2011                                                                   |
| 5             | Le Tour de Gaule d'Astérix                         | 1965               | Asterix galliai körútja | 1977 | Asterix és a galliai körutazás                                     | 1987                                                               | - | - | Asterix galliai körutazása                                             | 2011                                                                   |
| 6             | Astérix et Cléopâtre                               | 1965               | Asterix és a Kleopátra | 1978 | Asterix és Kleopátra                                               | 1985                                                               | Asterix és Kleopátra | 1990 | Asterix és Kleopátra                                                   | 2011                                                                   |
| 7             | Le combat des chefs                                | 1966               | Asterix-Vezérek harca | 1978 | -                                                                  | -                                                                  | Főnökfőtörők | 1990 | A főnökviadal                                                          | 2012                                                                   |
| 8             | Astérix chez les Bretons                           | 1966               | Asterix a britek között | 1979 | Asterix Britanniában                                               | 1982                                                               | Asterix Britanniában | 1994 | Asterix Britanniában                                                   | 2012                                                                   |
| 9             | Astérix et les Normands                            | 1966               | Asterix és a normannok | 1981 | Asterix és a vikingek                                              | 1984-1985                                                          | - | - | Asterix és a normannok                                                 | 2012                                                                   |
| 10            | Astérix légionnaire                                | 1967               | Asterix és az idegenlégiósok | 1979 | Asterix a légiós                                                   | 1983                                                               | Asterix a légionárius | 1995 | Asterix a római légióban                                               | 2013                                                                   |
| 11            | Le bouclier Arverne                                | 1968               | Asterix-Az auvergne-i pajzs | 1982 | -                                                                  | -                                                                  | - | - | Asterix és a hősök pajzsa                                              | 2013                                                                   |
| 12            | Astérix aux Jeux Olympiques                        | 1968               | Asterix az olimpián | 1980 | Asterix az olimpián                                                | 1984                                                               | - | - | Asterix az olimpián                                                    | 2012                                                                   |
| 13            | Astérix et le chaudron                             | 1969               | Asterix meg a rézüst | 1982 | Asterix és az üst (nincs befejezve)                                | 1989-1990                                                          | Asterix és a kondér | 2000 | Asterix és a rézkondér                                                 | 2013                                                                   |
| 14            | Astérix en Hispanie                                | 1969               | Asterix Spanyolországban | 1980 | Asterix Hispániában                                                | 1985-1986                                                          | - | - | Asterix Hispániában                                                    | 2013                                                                   |
| 15            | La Zizanie                                         | 1970               | Asterix-Oszd meg és uralkodj | 1986 | -                                                                  | -                                                                  | A viszály | 2000 | A perpatvar                                                            | 2014                                                                   |
| 16            | Astérix chez les Helvètes                          | 1970               | Asterix Helvéciában | 1984 | Asterix a helvéteknél                                              | 1988-1989                                                          | - | - | Asterix a helvéteknél                                                  | 2014                                                                   |
| 17            | Le Domaine des dieux                               | 1971               | Asterix-Az istenek hona | 1985 | -                                                                  | -                                                                  | - | - | Az istenek otthona                                                     | 2015                                                                   |
| 18            | Les Lauriers de César                              | 1972               | Asterix-A nagy fogadás | 1986 | Asterix és Cézár babérjai                                          | 1988                                                               | - | - | Caesar babérkoszorúja                                                  | 2015                                                                   |
| 19            | Le Devin                                           | 1972               | Asterix-A látnok | 1984 | Asterix és a látnok                                                | 1986                                                               | A látnok | 1995 | A látnok                                                               | 2016                                                                   |
| 20            | Astérix en Corse                                   | 1973               | Asterix Korzikán | 1988 | -                                                                  | -                                                                  | - | - | Asterix Korzikán                                                       | 2016                                                                   |
| 21            | Le Cadeau de César                                 | 1974               | Asterix-Caesar ajándéka | 1987 | -                                                                  | -                                                                  | Caesar ajándéka | 1994 | Caesar ajándéka                                                        | 2017                                                                   |
| 22            | La Grande traversée                                | 1975               | - | - | Asterix és a nagy átkelés                                          | 1986                                                               | - | - | A nagy átkelés                                                         | 2017                                                                   |
| 23            | Obélix et Compagnie                                | 1976               | Asterix-Mindent a művészetért | 1983 | -                                                                  | -                                                                  | - | - | Obelix és társa                                                        | 2017                                                                   |
| 24            | Astérix chez les Belges                            | 1979               | Asterix a belgák között | 1985 | -                                                                  | -                                                                  | - | - | Asterix és a belgák                                                    | 2018                                                                   |
| 25            | Le Grand fossé                                     | 1980               | Asterix-Megosztott falu | 1981 | -                                                                  | -                                                                  | - | - | A megosztott falu                                                      | 2018                                                                   |
| 26            | L'Odyssée d'Astérix                                | 1981               | Asterix-A római druida | 1983 | -                                                                  | -                                                                  | - | - | Asterix Odüsszeiája                                                    | 2019                                                                   |
| 27            | Le Fils d'Astérix                                  | 1983               | - | - | -                                                                  | -                                                                  | - | - | Asterix fia                                                            | 2019                                                                   |
| 28            | Astérix chez Rahazade                              | 1987               | - | - | -                                                                  | -                                                                  | - | - | Asterix és a varázsszőnyeg                                             | 2019                                                                   |
| 29            | La Rose et le glaive                               | 1991               | - | - | -                                                                  | -                                                                  | - | - | Rózsa és kard                                                          | 2020                                                                   |
| 30            | La Galère d'Obélix                                 | 1996               | - | - | -                                                                  | -                                                                  | - | - | Obelix gályázik                                                        | 2020                                                                   |
| 31            | Astérix et Latraviata                              | 2001               | - | - | -                                                                  | -                                                                  | - | - | Asterix és Latraviata                                                  | 2021                                                                   |
| 32            | Astérix et la rentrée gauloise                     | 2003               | - | - | -                                                                  | -                                                                  | - | - | Vissza az iskolába                                                     | 2021                                                                   |
| 33            | Le ciel lui tombe sur la tête                      | 2005               | - | - | -                                                                  | -                                                                  | - | - | Fejére szakad az ég                                                    | 2022                                                                   |
| 34            | L'Anniversaire d'Astérix et Obélix - le Livre d'Or | 2009               | - | - | -                                                                  | -                                                                  | - | - | Asterix és Obelix születésnapja                                        | 2022                                                                   |
| 35            | Astérix chez les Pictes                            | 2013               | - | - | -                                                                  | -                                                                  | - | - | Asterix és a piktek                                                    | 2013                                                                   |
| 36            | Le Papyrus de César                                | 2015               | - | - | -                                                                  | -                                                                  | - | - | Az eltűnt papirusz                                                     | 2017                                                                   |
| 37            | Astérix et la Transitalique                        | 2017               | - | - | -                                                                  | -                                                                  | - | - | Asterix és az itáliai futam                                            | 2018                                                                   |
| 38            | La Fille De Vercingétorix                          | 2019               | - | - | -                                                                  | -                                                                  | - | - | Vercingetorix lánya                                                    | 2023                                                                   |
| 39            | Asterix et le Griffon                              | 2021               | - | - | -                                                                  | -                                                                  | - | - | Asterix és a Griff                                                     | 2024                                                                   |
| 40            | L'Iris blanc                                       | 2023               | - | - | -                                                                  | -                                                                  | - | - | -                                                                      | -                                                                      |

## Fordítás
- Ez a szócikk részben vagy egészben  a   List of Asterix volumes című angol Wikipédia-szócikk fordításán alapul.  Az eredeti cikk szerkesztőit annak laptörténete sorolja fel. Ez a jelzés csupán a megfogalmazás eredetét és a szerzői jogokat jelzi, nem szolgál a cikkben szereplő információk forrásmegjelöléseként.